# Karl Maramorosch

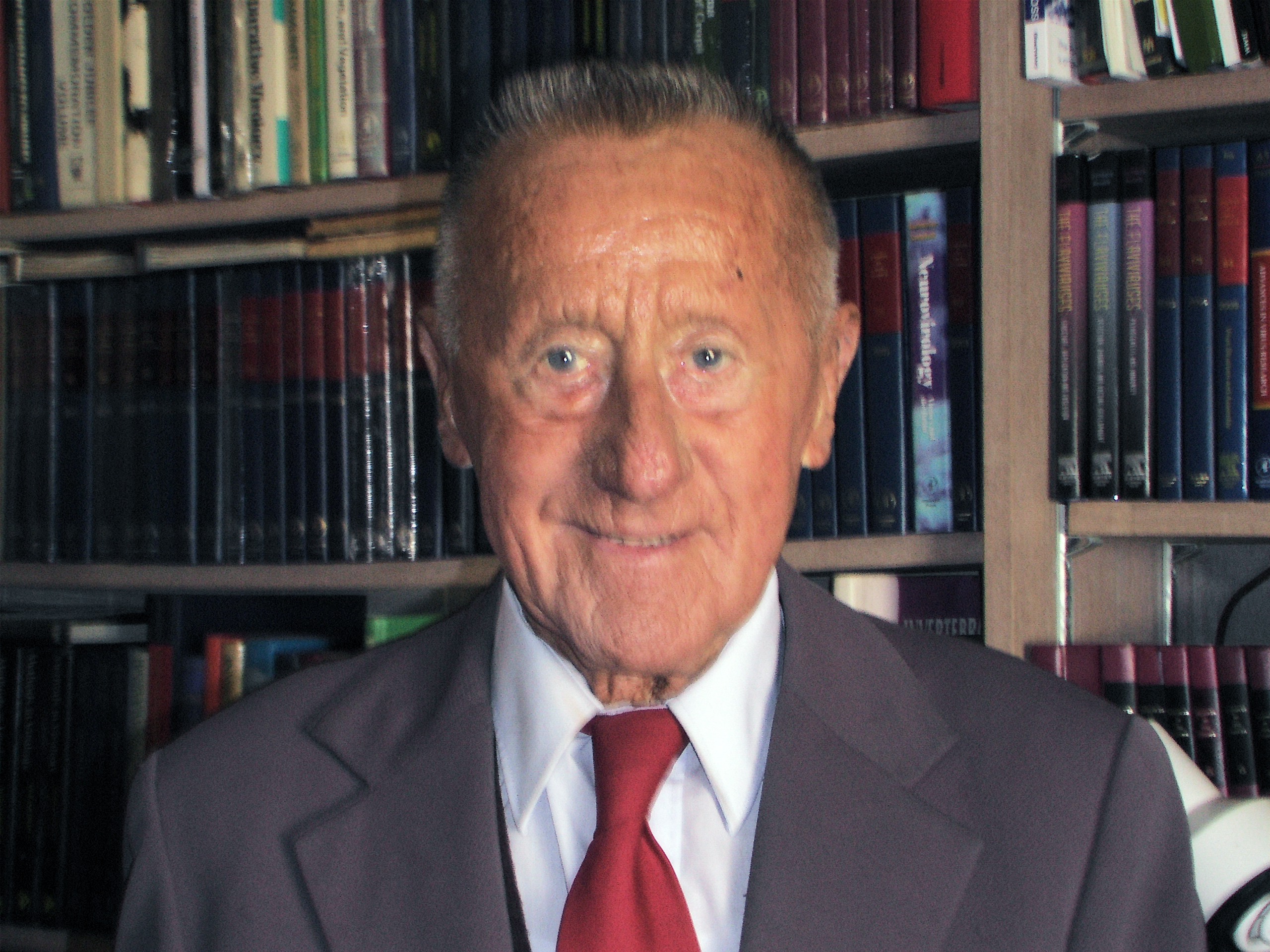
Karl Maramorosch năm 2009

Karl Maramorosch (sinh ngày 16 tháng 1 năm 1915 - mất ngày 9 tháng 5 năm 2016) là nhà virus học, côn trùng học và bệnh học thực vật người Mỹ gốc Ba Lan. Ông đã tiến hành nghiên cứu về virus, vi khuẩn mycoplasma, Rickettsia,... về sự lây truyền của chúng sang cây trồng thông qua vật trung gian là côn trùng ở nhiều nơi trên thế giới. Ông là đồng tác giả của cuốn sách về kỹ thuật virus học và cũng là tác giả của các bài báo về sinh học, sinh thái học virus thực vật. Ông nhận Giải Wolf về Nông nghiệp năm 1980 qua những đóng góp của ông trong nghiên cứu các mầm bệnh trên cây trồng.

## Giáo dục
Maramorosch sinh ra trong một gia đình Do Thái tại Viên vào ngày 16 tháng 1 năm 1915. Cha của ông là người Ba Lan tốt nghiệp Đại học Nông nghiệp Vienna. Mẹ ông đến từ Croatia và bà là một nghệ sĩ dương cầm tài năng có thể nói tiếng Đức, Ý, Pháp, Serbo-Croat và tiếng Anh. Ông có thể nói chuyện bằng tiếng Ba Lan với cha mình và tiếng Đức với mẹ mình. Ông lớn lên ở Kołomyja, Ba Lan (nay thuộc Ukraine). Năm 1943, ông tốt nghiệp Nhạc viện Moniuszko ở Stanisławów (Ivano-Frankivsk). Khi lên mười ba, ông nhen nhóm giấc mơ trở thành nhà nghiên cứu virus học, cảm thấy thích thú với công việc của Giáo sư Rudolf Weigl ở Lviv. Giác sư Weigl chuyên nghiên cứu về trực khuẩn Rickettsia prowazekii bằng cách cấy chấy và duy trì chúng trên những người tình nguyện, từ đó ông nghiên cứu một loại vắc-xin chống lại bệnh sốt phát ban.
Năm 1938, Maramorosch nhận bằng Kỹ sư Nông nghiệp tại Đại học Nông nghiệp Warszawa (SGGW). Năm 1939, sau khi phát xít Đức xâm lược Ba Lan, Maramorosch và vợ ly tán đến Romania. Sau khi quân đội Liên Xô giải phóng Romania, Maramorosch tiếp tục học cao học chuyên ngành bệnh học thực vật tại Đại học Bách khoa Bucharest.

## Sự nghiệp
Năm 1947, 32 tuổi, ông và vợ di cư qua Tiệp Khắc, Pháp và Thụy Điển đến Hoa Kỳ. Maramorosch theo học tại Đại học Columbia khi đang làm kỹ thuật viên tại Vườn Bách thảo Brooklyn. Năm 1949, ông nhận bằng tiến sĩ (Ph.D. ).

## Đời tư
Maramorosch đã kết hôn với Irene Ludwinowska, (quê ở Warszawa). Irene là thủ thư tại Thư viện Công cộng New York. Họ có một con gái, Lydia Ann Trammell Maramorosch, sinh năm 1949 tại New York.
Maramorosch qua đời ở tuổi 101 tại Ba Lan.